# Авиационные происшествия Аэрофлота 1955 года
Авиационные происшествия и инциденты, включая угоны, произошедшие с воздушными судами Министерства гражданской авиации СССР (Аэрофлот) в 1955 году.
В этом году крупнейшая катастрофа с воздушными судами предприятия «Аэрофлот» произошла 6 августа, когда на борту самолёта Ил-14П произошёл отказ, а после пожар правого двигателя. Экипаж попытался выполнить посадку в Воронеже, но при выполнении захода огонь значительно повредил правую часть крыла, в результате чего она отделилась. Не имея возможности продолжать полёт, самолёт упал на землю, при этом погибли 25 человек (подробнее…).

## Список
Отмечены происшествия и инциденты, когда воздушное судно было восстановлено.
| Дата                  | Место                                                                         | ВС     | Бортовой номер | Управление           | Жертв | Описание | И      |
| --------------------- | ----------------------------------------------------------------------------- | ------ | -------------- | -------------------- | ----- | --- | ------ |
| 13 января 1955 года   | Удельная, близ Быкова, Раменский район                                        | Ли-2   | Л5000          | Московское           | 5/5   | После взлёта отказал правый двигатель (вредительство); входя в крен и теряя высоту самолёт упал на посёлок                                                                           | [ 1 ]  |
| 23 января 1955 года   | Липовец, Кагарлыкский район                                                   | Ли-2   | Л4510          | Украинское           | 3/13  | Пожар на борту после взлёта из-за окурка сигареты; при вынужденной посадке на берегу реки врезался в деревья                                                                         | [ 2 ]  |
| 28 января 1955 года   | Байкал, 9 км СЗ Горячинска                                                    | По-2Л  | Л2064          | Восточно-Сибирское   | 3/3   | Из-за дезориентации пилота вошёл в штопор и врезавшись в лёд озера затонул | [ 3 ]  |
| 3 марта 1955 года     | Пинежский район, близ Полтозера                                               | Ил-12Т | Н479           | Полярной авиации     | 5/31  | В полёте возник пожар в левом двигателе из-за утечки топлива; вынужденная посадка на лес                                                                                             | [ 4 ]  |
| 8 марта 1955 года     | Белозерский район, Белое озеро, 4 км ЮВ Чалексы                               | По-2С  | К402           | Северное             | 2/2   | При полёте в условиях болтанки вышел из-под контроля из-за потери поперечной управляемости, после чего упал на замёрзшее озеро                                                       | [ 5 ]  |
| 16 марта 1955 года    | Белоевский район, 6 км от Киршины                                             | По-2С  | К1522          | Западного-Сибирское  | 2/2   | При полёте на малой высоте в СМУ врезался в деревья | [ 6 ]  |
| 2 апреля 1955 года    | Северный Ледовитый океан, близ мыса Желания, Новая Земля                      | Ли-2   | Н497           | Полярной авиации     | 0/10  | При тренировочной посадке на лёд шасси провалились под лёд, после чего самолёт лёг «на брюхо»; через 4 дня припай с авиалайнером унесло в море                                       | [ 7 ]  |
| 8 мая 1955 года       | 9 км З Днепропетровска                                                        | Ли-2   | Л4098          | Украинское           | 4/4   | При заходе на посадку в условиях турбулентности отделилась левая часть крыла, ослабленная из-за нарушений при заводском ремонте                                                      | [ 8 ]  |
| 16 мая 1955 года      | Челябинская область, 6 км Ю Подовинного                                       | Ан-2СХ | Л5579          | Западно-Сибирское    | 8/8   | При самовольном вылете врезался в землю из-за воздушного хулиганства пьяного экипажа                                                                                                 | [ 9 ]  |
| 20 мая 1955 года      | Горячеисточненский район, колхоз имени Молотова, 6 км В Толстов-Юрта          | По-2А  | А1917          | Северо-Кавказское    | 1/1   | В ходе авиационно-химических работ потерял скорость из-за отвлечения пилота и врезался в землю                                                                                       | [ 10 ] |
| 26 мая 1955 года      | Центральный Арктический бассейн Северного Ледовитого океана                   | Ли-2   | Н535           | Полярной авиации     | 0/10  | При посадке на ледовое поле врезался в торос с разрушением шасси и фюзеляжа | [ 11 ] |
| 8 июня 1955 года      | Вайткушкис, 5 км ЮЮВ Укмерге                                                  | По-2Л  | Л1217          | Западное             | 1/1   | Из-за ошибки в пилотировании при развороте на малой высоте потерял скорость и упал на землю                                                                                          | [ 12 ] |
| 1 июля 1955 года      | Тобысь, 50 км ЮЗ Ухты                                                         | Ан-2   | Л2641          | Северное             | 0/10  | Вынужденная посадка на опушке леса после отказа двигателя | [ 13 ] |
| 1 июля 1955 года      | Карсты, 35 км ЮЗ Ухты                                                         | По-2Л  | Л1217          | Северное             | 1/3   | Сбрасывая вещи и записки экипажу разбившегося ранее борта Л2641, пилот отвлёкся от пилотирования, после чего самолёт потеряв скорость упал в тайгу                                   | [ 14 ] |
| 2 июля 1955 года      | Нагурская, Земля Франца-Иосифа                                                | Ил-12  | Н480           | Полярной авиации     | 0/?   | При посадке приземлился левее ВПП, зарывшись в снег, при этом разрушилось левое шасси с повреждением крыла                                                                           | [ 15 ] |
| 5 июля 1955 года      | Камышинский район, 5 км ЮВ Чухонастовки                                       | По-2ЛС | К1172          | Северо-Кавказское    | 1/3   | При заходе на посадку из-за ошибок пьяного пилота врезался в землю | [ 16 ] |
| 24 июля 1955 года     | 20 км ЮЗ Биробиджана                                                          | Ан-2Т  | Л2616          | Дальневосточное      | 4/4   | После самовольного вылета при полёте под безопасной высотой врезался в деревья и упал в лес; экипаж и пассажиры были пьяны                                                           | [ 17 ] |
| 30 июля 1955 года     | Земля Георга, Земля Франца-Иосифа                                             | Ми-4   |                | Полярной авиации     | 2/10  | При пролёте над островом из-за обледенения потерял высоту, а при развороте ударился о ледник и опрокинулся                                                                           | [ 18 ] |
| 31 июля 1955 года     | Кежемский район, Ангара, 8 км ЮВ Проспихина                                   | По-2Л  | Л1269          | Красноярское         | 1/3   | При полёте на очень малой высоте над рекой врезался в воду; пилот был нетрезв. | [ 19 ] |
| 6 августа 1955 года   | 4 км от Воронежа                                                              | Ил-14П | Л5057          | Московское           | 25/25 | В полёте произошёл отказ, а затем пожар правого двигателя, приведший к разрушению крыла (подробнее…)                                                                                 | [ 20 ] |
| 6 августа 1955 года   | Княгинино                                                                     | По-2   | Л358           | Приволжское          | 1/3   | При виражах над больницей из-за отвлечения пилота потерял скорость и свалившись в штопор врезался в землю                                                                            | [ 21 ] |
| 10 августа 1955 года  | Краснокутский район, 11 км СВ Комсомольского                                  | По-2   | Ш2300          | Краснокутское ЛУ ГВФ | 2/2   | В учебном полёте не смог выйти из штопора из-за заклинивания сидением рулей управления и врезался в землю                                                                            | [ 22 ] |
| 15 августа 1955 года  | Терский хребет, близ Горячеисточненской, 12 км от Грозного                    | По-2С  | А756           | Северо-Кавказское    | 1/1   | При возврате в аэропорт вылета отклонился от маршрута и следуя под безопасной высотой врезался в гору                                                                                | [ 23 ] |
| 16 августа 1955 года  | Амдерма                                                                       | Ли-2   | Н459           | Полярной авиации     | 0/?   | Из-за ошибок в пилотировании после посадки резко взлетел, потерял скорость и перейдя в сваливание упал на землю                                                                      | [ 24 ] |
| 15 сентября 1955 года | Канский район, близ Комарова (56°10′50″ с. ш. 95°01′55″ в. д.)                | Ил-12П | Л1359          | Западно-Сибирское    | 7/7   | Разрушился в воздухе от перегрузок при пролёте грозы | [ 25 ] |
| 17 сентября 1955 года | Газимурский Завод                                                             | По-2С  | К1362          | Восточно-Сибирское   | 2/2   | После взлёта, уклоняясь от столкновения со стаей гусей, потерял скорость и свалившись в штопор врезался в землю                                                                      | [ 26 ] |
| 28 сентября 1955 года | Боровичский район, близ Озерева                                               | Ли-2   | Л4712          | Северное             | 7/19  | Упал на землю после отказа двигателя из-за утечки масла | [ 27 ] |
| 9 октября 1955 года   | 20 км СВ Егорьевска                                                           | Ли-2   | Л4883          | Казахское            | 0/10  | Вынужденная посадка на лес после остановки двигателей из-за истощения топлива | [ 28 ] |
| 10 октября 1955 года  | Северный Ледовитый океан, близ станции «Северный полюс-5», за 85-й параллелью | Ан-2Т  | Н606           | Полярной авиации     | 0/10  | При заходе на посадку в условиях тумана и обледенения зацепил торосы и упал на лёд                                                                                                   | [ 29 ] |
| 23 октября 1955 года  | Озёрский район Московской области                                             | По-2   | А1494          | МАГ СПиВС            | 0/1   | В ходе авиационно-химических работ после взлёта зацепил стог сена и упал на поле | [ 30 ] |
| 13 ноября 1955 года   | Енисейский район, 65 км ЮЗ Ярцева                                             | Ан-2Т  | Л1968          | Красноярское         | 0/1   | Вынужденная посадка на лес после остановки двигателя из-за истощения топлива | [ 31 ] |
| 18 ноября 1955 года   | Красноармейский район, 2 км от Картуна                                        | Ми-4   | Л82            | Дальневосточное      | 0/?   | Вынужденная посадка на лес после остановки двигателя из-за истощения топлива | [ 32 ] |
| 26 ноября 1955 года   | аэродром «Золотое», 130 км от Картуна                                         | Як-12  | Л1120          | Дальневосточное      | 0/4   | При заходе на посадку зацепил деревья и упал на аэродром | [ 33 ] |
| 30 ноября 1955 года   | Магадан                                                                       | Ил-12П | Л1368          | Дальневосточное      | 0/18+ | При заходе на посадку из-за ошибок экипажа упал на землю близ ВПП | [ 34 ] |
| 9 декабря 1955 года   | Тордоки-Яни, Хабаровский край                                                 | Ли-2   | Л4993          | Дальневосточное      | 21/21 | При пролёте хребта попал в нисходящий поток и потеряв высоту врезался в гору | [ 35 ] |
| 9 декабря 1955 года   | Тюменская область, 10 км З станции Омутинская                                 | Ли-2   | Л4339          | Казахское            | 7/9   | Экипаж сбился с маршрута и потерял ориентировку из-за отказа радиокомпаса; при вынужденной посадке на поле из-за ошибок в пилотировании самолёт потерял скорость и врезался в землю. | [ 36 ] |
| 21 декабря 1955 года  | Алма-Атинская область, Сарыесик-Атырау, близ Балхаша, 105 км ЮВ Балхаша       | Ли-2   | Л4981          | Казахское            | 6/6   | Врезался в землю после отказа гориприборов (подробнее…) | [ 37 ] |